# دیسکو الیسیوم
«دیسکو الیسیوم» (انگلیسی: Disco Elysium) یک بازی ویدئویی در سبک بازی ویدئویی نقش‌آفرینی است که توسط ZA/UM، در سال ۲۰۱۹، در پلتفرم مایکروسافت ویندوز منتشر شد. و پس از آن در سال ۲۰۲۰ برای مک‌اواس نیر منتشر شد. نسخهٔ توسعه یافته‌ای از بازی با صداگذاری کامل و محتوای جدید تحت عنوان The Final Cut، در سال ۲۰۲۱ برای کنسولهای پلی‌استیشن ۴، اکس‌باکس وان و نینتندو سوئیچ، به همراه یک به روزرسانی رایگان برای نسخه‌های مایکروسافت ویندوز و مک‌اواس انتشار یافت.
بازی توسط نویسنده استونیایی رابرت کورویتز (Robert Kurvitz) نوشته و طراحی شده‌است و دارای سبک هنری متمایز نقاشی رنگ روغن می‌باشد. گروه موسیقیٔ انگلیسی (Sea Power) موسیقی‌های این بازی را تولید کرده‌اند.
بازی در منطقه ساحلی شهری خیالی اتفاق می‌افتد که هنور در حال بازسازی از پیامدهای یک محاصره، چند دهه قبل از شروع بازی است. بازیکن در نقش کارآگاهی است که دچار عارضه فراموشی شده و وظیفه حل یک معمای قتل را بر عهده دارد. در طول تحقیقات، او اتفاقاتی را در مورد گذشته خود و همچنین نیروهای فعلی که سعی دارند بر شهر تأثیر بگذارند به یاد می‌آورد.
دیسکو الیسیوم یک بازی نقش‌آفرینی است که در آن هیچ مبارزه‌ای وجود ندارد. داستان از طریق گفتگو با شخصیتهای مختلف و مقابله با رویدادها پیش می‌رود. بازی دارای سیستمی متشکل از ۲۴ مهارت است که می‌توان آن‌ها را با امتیاز مهارت (Skill Point) ارتقا داد. مهارت‌هایی نظیر منطق، همدلی و سخنوری. علاوه بر این، سیستمی به نام کابینه فکر نشان دهندهٔ دیگر ایدئولوژیها و ویژگی‌های شخصیتی است، که بازیکن می‌تواند به فکری خاص پروبال دهد یا آن را رها کند. دیسکو الیسیوم برای نوع روایت و هنر خود، مورد تحسین جهانی قرار گرفت و جوایز متعددی از جمله بازی سال (Game of the Year) را توسط چندین نشریه به دست آورد.

## گیم‌پلی
دیسکو الیسیوم یک بازی ویدئویی نقش‌آفرینی جهان‌باز دیالوگمحور است. بازی در یک چشم‌انداز ایزومتریک ارائه می‌شود. بازیکن نقش کارآگاهی را بر عهده دارد که از فراموشی ناشی از الکل و مواد مخدر رنج می‌برد. بازیکن با اشاره و کلیک شخصیت را در محیط بازی هدایت می‌کند و می‌تواند با شخصیت‌ها و اشیای مختلف تعامل داشته باشد. در اوایل بازی، بازیکن با همکار خود، کیم کیتسوراگی (Kim Kitsuragi) آشنا می‌شود. شخصیتی که همراه بازیکن است و می‌تواند از توصیه‌ها و پشتیبانی‌های او بهره ببرد.
چهار توانایی اصلی در بازی وجود دارد: عقل، روان، فیزیک بدنی و تمرکز و ادراک. هر توانایی دارای شش مهارت زیرمجموعه است، که در مجموع ۲۴ مهارت در اختیار بازیکن قرار دارد. این مهارت‌ها را می‌توان از طریق امتیازاتی که با بالا رفتن سطح به دست می‌آید ارتقا داد. هر لباسی که بازیکن به تن شخصیت می‌کند، تأثیرات مثبت و منفی خود را بر مهارت‌های شخصیت می‌گذارد.
بازی دارای یک سیستم موجودی (Inventory) ثانویه است که با عنوان کابینه فکر شناخته می‌شود. افکار از طریق مکالمه با شخصیت‌های دیگر و همچنین از طریق دیالوگ‌های درونی شخصیت با خودش، قابل باز شدن هستند. سپس بازیکن می‌تواند یک فکر را از طریق گذشت مقدار مشخصی از زمان درون بازی «داخلی» کند. به عبارتی فکر تبدیل به باور شخصیت خواهد شد. در ابتدا تعداد محدودی اسلات (Slot) در کابینه فکر وجود دارد. بازیکن می‌تواند با استفاده از امتیاز مهارت اسلات‌های بیشتری را باز کند. برای مثال یکی از اولین فکرهایی که در کابینهٔ فکر قرار می‌گیرد پلیس آواره (Hobocop) است، که در آن شخصیت به گزینه زندگی در خیابان برای صرفه‌جویی در هزینه‌ها فکر می‌کند و زمانی که فکر داخلی شود، باعث کاهش خونسردی و آرامش شخصیت در برابر سایر شخصیت‌ها می‌شود. همچنین باعث می‌شود شخصیت، زبالههای بیشتری را در خیابان‌ها پیدا کند که در ازای فروش آن‌ها می‌توان پول دریافت کرد.
۲۴ مهارت بازی در گفتگوها نقش دارند و موقعیتی را ایجاد می‌کنند که در آن شخصیت-بازیکن ممکن است با یک جنبه از ذهن یا بدن خود گفتگوی درونی داشته باشد، و این ایده را ایجاد کند که بازیکن در حال ارتباط با یک شخصیت چندبعدی است. این مکالمات درونی ممکن است پیشنهادها یا بینشهای بیشتری را ارائه دهد که می‌تواند بازیکن را در گفتگو با سایر شخصیت‌ها هدایت و او را راهنمایی کند. به عنوان مثال منطق، نمایشی از دید منطقی نسبت به مکالمه‌ها و تعاملات را نشان می‌دهد و با توجه به این نگرش، پیشنهادهایی برای ادامهٔ مکالمه به بازیکن داده می‌شود و بازیکن می‌تواند با انتخاب یکی از دیالوگ‌های پیشنهاد شده به ادامه گفتگو بپردازد.

## خلاصه

### موقعیت
دیسکو الیسیوم در دنیایی واقع‌گرایانه اتفاق می‌افتد، که توسط کورویتز و تیمش سال‌ها قبل توسعه یافته و شامل بیش از شش هزار سال تاریخ است. داستان بازی در سال ۵۱ قرن جاری رخ می‌دهد.
تاریخچه سیاسی و فرهنگی منطقهٔ بازی به‌طور قابل توجهی در مکان‌های مختلف متفاوت است و دارای جناح‌های متفاوت و متعددی است. ملل و مردم در دیسکو الیسیوم به‌طور کلی از چهار ایدئولوژی اصلی پیروی می‌کنند: کمونیسم، فاشیسم، اخلاق‌گرایی و اولترالیبرالیسم. کمونیسم که مازوویانیسم (Mazovianism) نیز نامیده می‌شود، توسط یک اقتصاددان و ماتریالیست تاریخی به نام کراس مازوف پایه‌گذاری شد و به جای اینکه با رنگ قرمز و چکش و داس مرتبط باشد، ایدئولوژی در عوض با رنگ سفید و پنتاگرام در کنار یک جفت شاخ گوزن رنگ شده نشان داده می‌شود. اخلاق‌گرایی، علیرغم اینکه یک ایدئولوژی مرکزگرا است، به دلیل ارتباط آن با بزرگ‌ترین دین، Elysium Dolorianism، دارای رگه‌های مذهبی است. یکی از ویژگی‌های غالب Dolorianism «بی گناهان» آن است. شخصیت‌های قدیس مانندی که گفته می‌شود «تجسم تاریخ» هستند و در طول زندگی‌شان از قدرت مذهبی و سیاسی زیادی برخوردارند، شبیه به مقام پاپ. بزرگ‌ترین و تأثیرگذارترین معصوم در میان شش معصوم تاریخی Dolores Dei است. زنی با ریشه‌های اسرارآمیز که بسیاری از مؤسسات مدرن جهان را پایه‌گذاری کرد و حدود سه قرن پیش اولین سفرهای موفقیت‌آمیز بین جزایر را آِغاز کرد. Dolores Dei دارای ریه‌های درخشانی بود و در نتیجه نماد رایج عشق در دیسکو الیسیوم، دو ریهٔ درخشان است تا قلب.
رویدادهای بازی در شهر رواشول، در منطقهٔ فقیر مارتینیز Martinaise رخ می‌دهند. چهل و نه سال قبل از وقایع بازی، موجی از انقلاب‌های کمونیستی چندین کشور را فرا می‌گیرد. Suzerainty Revachol، سلطنتی که تا آن زمان ابرقدرتی برجسته بود، سرنگون شد و با یک کمون (Commune) جایگزین شد. شش سال بعد، Commune of Revachol توسط یک اتحاد متجاوز از کشورهای اخلاقی - سرمایه‌داری به نام ائتلاف سرنگون شد. رواشول به عنوان یک منطقه اداری ویژه تعیین شد و همچنان تحت کنترل نیروهای ائتلاف قرار دارد. یکی از معدود مسئولیت‌های دولتی که ائتلاف به مردم رواشول واگذار می‌کند، پلیس است، که توسط شبه نظامیان شهروندان رواشول (Revachol Citizens Militia: RCM)، یک تیپ داوطلبانه شهروندان که به نیروی پلیس نیمه حرفه‌ای تبدیل می‌شوند اداره می‌شود.

### داستان
شخصیت بازیکن در یک اتاق داغان شده، در هتلی واقع در مارتینیز با گیجی و خماری شدید بیدار می‌شود و هیچ چیز از هویت خود را به یاد نمی‌آورد. او با ستوان کیم کیتسوراگی ملاقات می‌کند. کسی که به او می‌گوید به آن‌ها وظیفهٔ انجام تحقیقات دربارهٔ یک قتل داده شده‌است، مردی که در حیاط پشتی هتل از درختی به دار آویخته شده. هویت مقتول مشخص نیست و بررسی‌های اولیهٔ صحنه، حاکی از آن است که وی توسط گروهی از افراد به دار آویخته شده. کارآگاهان بقیهٔ منطقه را کاوش می‌کنند و در این حین به ساکنان در انجام کارهای مختلف کمک می‌کنند. در جریان تحقیقات، شخصیت بازیکن متوجه می‌شود که او یک کارآگاه RCM است. ستوان دابل یفریتر (به این معنی که او دو بار ارتقأ رتبهٔ فعلی خود را رد کرده‌است) هریر (هری) دو بویس. هری چندین سال پیش، رویدادی را تجربه کرد که آغاز یک بحران میانسالی شد. در شبی که او به مسئول تحقیقات در مورد مرد به دار آویخته شده منصوب شد، یک دورهٔ سه روزهٔ خودتخریبی را در مارتینیز آغاز کرد.
هری و کیم متوجه می‌شوند که قتل مرد حلق‌آویز شده، با اعتصاب در جریان کارگران بارانداز مارتینیز علیه گروه کاج‌های وحشی، یک شرکت بزرگ تدارکات ارتباط دارد. آن‌ها با اورارت کلر، رئیس اتحادیه و جویس مسیه، مذاکره کنندهٔ کاج‌های وحشی مصاحبه می‌کنند. جویس فاش می‌کند که مرد حلق‌آویز شده الیس (لیلی) کورتنار، فرماندهٔ یک جوخه مزدوران بود که توسط کاج‌های وحشی برای پایان دادن به اعتصاب فرستاده شده بود. او هشدار می‌دهد که بقیهٔ مزدوران سرکش شده‌اند و احتمالاً به دنبال انتقام مرگ لیلی هستند.
سپس هری و کیم متوجه می‌شوند که لیلی قبل از به دار آویخته شدن کشته شده‌است. و پسران هاردی، گروهی از کارگران بارانداز که به عنوان مراقب عمل می‌کنند، مسئولیت قتل را بر عهده می‌گیرند. آن‌ها ادعا می‌کنند که لیلی به یکی از مهمانان هتل، زنی به نام کلاسجه (Klaasje) تجاوز کرده‌است. هنگامی که با کلاسجه مصاحبه صورت می‌گیرد، فاش می‌کند که لیلی در حالی که آن دو در حال داشتن رابطهٔ جنسی توافقی بودند به دهان لیلی شلیک شده‌است. کلاسجه که نمی‌توانست منشأ گلوله را بفهمد و به خاطر گذشتهاش به عنوان یک جاسوس شرکتی از مقامات میترسید، از یک رانندهٔ کامیون و طرفدار اتحادیه، زنی به نام روبی (Ruby) کمک گرفت، که حلق‌آویز کردن لیلی را با کمک پسران هاردی اجرا کند. کارآگاهان روبی را در یک ساختمان متروکه که در آنجا پنهان شده بود پیدا می‌کنند. جایی که او با یک دستگاه مبتنی بر امواج رادیویی کارآگاهان را ناتوان می‌کند و آن‌ها نمی‌توانند حرکت کنند. او ادعا می‌کند که به دار آویختن لیلی ایدهٔ کلاسجه بوده و نمی‌داند چه کسی به لیلی شلیک کرده‌است. هری موفق می‌شود (به انتخاب بازیکن) مقاومت یا دستگاه را غیرفعال کند. او سعی می‌کند روبی را دستگیر کند، اما او معتقد است که هری یک پلیس فاسد است یا فرار می‌کند یا خود را می‌کشد.
سپس کارآگاهان با یک مواجهٔ بین مزدوران سرکش و پسران هاردی رو به رو می‌شوند. درگیری شروع و هری زخمی می‌شود. او برای چند روز بیهوش می‌شود. بیشتر یا تمام مزدوران در این درگیری کشته می‌شوند و کیم نیز ممکن است در بیمارستان بستری شود. در این صورت کونو (Cuno)، بچهٔ ولگرد، پیشنهاد می‌کند که به جای او با هری همراه شود. کارآگاهان سرنخ‌های باقی‌مانده را تعقیب می‌کنند و متوجه می‌شوند که شلیک گلوله‌ای که لیلی را به قتل رسانده، از قلعهای قدیمی در جزیره‌ای درست در نزدیکی خط ساحلی مارتینیز آمده‌است.
کارآگاهان خرابه‌ها را کاوش و تیرانداز را پیدا می‌کنند. کمیسر سابق ارتش کمونیستی رواشول به نام لوزف لیلیانوویچ دروس (Losef Lilianovich Dros). لوزف فاش می‌کند که او به دلیل خشم و حسادت با اسلحهٔ تک تیرانداز خود به لیلی شلیک کرده‌است. انگیزه‌های او از تلخی نسبت به سیستم سرمایه‌داری که لیلی نمایندگی می‌کرد، و همچنین حسادت جنسی نسبت به کلاسجه زاده شد. کارآگاهان او را به جرم قتل دستگیر می‌کنند. در این موقعیت، حشرهای به نام فاسمید (Phasmid) از میان نی‌ها ظاهر می‌شود. مشخص می‌شود که فاسمید به‌طور غیرمستقیم زنجیره حوادث منجر به قتل را آغاز کرده؛ زیرا حضور آن در نزدیکی قلعه‌ای که لوزف در آن زندگی می‌کرد، به‌طور ناخواسته در تمام این سال‌ها بر ذهن لوزف تأثیر گذاشته و تعصب و رنجش او را برانگیخته است. هری ممکن است یک مکالمهٔ روانی با فاسمید داشته باشد. هنگامی که هری و همکارش به مارتینیز بازمی‌گردند، هری با جوخهٔ قبلیٔ خود روبه‌رو می‌شود. آن‌ها اقدامات هری را در طول داستان مرور می‌کنند، به ویژه اینکه آیا او پرونده را حل کرده‌است یا نه و چگونه با مزدوران برخورد کرده‌است. ستوان ژان ویکمار، شریک معمول هری، تأیید می‌کند که فروپاشی عاطفی هری نتیجه ترک کردن نامزدش است. در بهترین نتیجهٔ ممکن، تیم ابراز امیدواری می‌کند که وضعیت هری در آینده بهبود یابد و از او و همکارش دعوت می‌کند تا به یک واحد ویژهٔ RCM بپیوندند.